# John Alexander Kennedy

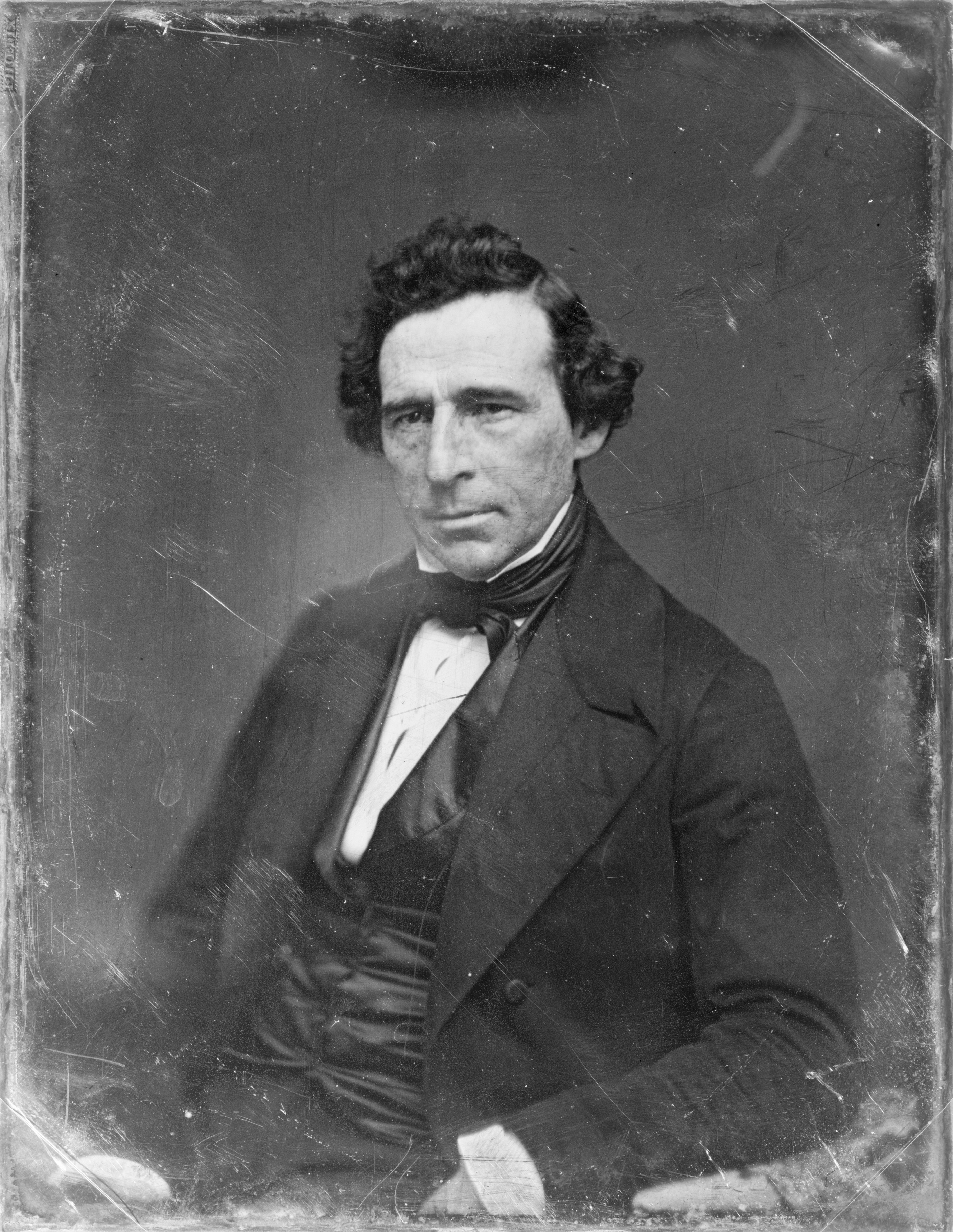
John Alexander Kennedy (1803-1873)

John Alexander Kennedy (ur. 9 sierpnia 1803, zm. 20 czerwca 1873) – inspektor policji miasta Nowy Jork.

## Życiorys
Urodził się w Baltimore, w stanie Maryland 9 sierpnia 1803 roku. Jego ojciec był Amerykaninem irlandzkiego pochodzenia, który pracował w Baltimore jako nauczyciel. John przeprowadził się do Nowego Jorku, gdzie początkowo pracował wspólnie z bratem. W roku 1849 został mianowany komisarzem ds. emigranckich, a w 1854 wybrano go do rady miejskiej.
Nominowany inspektorem policji nowojorskiego Castle Garden zajmował się ochroną nowo przybyłych imigrantów przed oszustami. W roku 1860 został inspektorem Policji Nowojorskiej. W wieku 59 lat, podczas rozruchów przeciw poborowi, został rankiem 14 lipca 1863 roku brutalnie pobity przez rozwścieczony tłum w okolicach placówki żandarmerii wojskowej na rogu ulicy 46. i Trzeciej Alei.
Gdy po pobycie w szpitalu i rekonwalescencji wrócił do służby, został mianowany komendantem żandarmerii miasta Nowy Jork, które to obowiązki łączył z obowiązkami inspektora policji; obie te funkcje sprawował aż do końca wojny secesyjnej. Jego wysiłki na rzecz zaprowadzenia ładu prawnego w mieście przysporzyły mu wielu wrogów. 11 kwietnia 1870 roku złożył rezygnację i przez następne dwa lata pracował na stanowisku prezesa przedsiębiorstwa komunikacji tramwajowej. Później pełnił obowiązki poborcy podatków. Na tym stanowisku, 20 czerwca 1873 roku (w dziesięć lat po rozruchach), zastała go śmierć.